# Charles Stuart (general)
Charles Stuart, KB (enero de 1753 - 25 de mayo de 1801) fue un noble y un soldado británico. El cuarto hijo de John Stuart, tercer conde de Bute y Mary Wortley Montagu, nació en Kenwood House, Londres.
The Hon. Charles Stuart se embarcó en la carrera militar en 1768, cuando se alistó como alférez en el Regimiento 37 de infantería. Adquirió el grado de teniente en el 7.º regimiento de infantería (Fusileros Reales) en 1770 y el de capitán en el 37 de infantería en 1775. A finales de ese año, se convirtió en mayor dirigiendo un batallón de regimiento, y prestó servicio en la Guerra de Independencia de los Estados Unidos . En 1777, fue nombrado teniente coronel del regimiento 26 de infantería, que comandó hasta 1779.
En una visita a casa en Inglaterra, se casó con Anne Louisa Bertie, hija de Lord Vere Bertie, el 19 de abril de 1778. Volvió a América, pero retornó el mismo año como enlace al primer ministro. Fue un crítico áspero de la conducta de la Armada, no obstante, fue muy favorecido por General George Clinton. Sus dos hijos nacieron después de su vuelta de América:
- Charles Stuart, primer barón Stuart de Rothesay (2 de enero de 1779 – 6 de noviembre de 1845)
- Capitán John James Stuart (29 de agosto de 1782 – 19 de marzo de 1811), muerto a bordo de la fragata HMS Saldanba

Fue promovido a coronel en 1782, pero sus críticas y la desaprobación de Jorge III hacia su padre le impidió nuevos mandos militares. Fue elegido MP por Bossiney en 1776, sucediendo a su hermano mayor Lord Mount Stuart, quien fue nombrado barón de Cardiff. Stuart siguió como MP por el resto de su vida, excepto los años 1794–1796, pero se mostró poco interesado en política. En 1792, con la muerte de su padre, heredó el estado de Highcliffe House en Hampshire.
Con el inicio de las hostilidades contra Francia de la Primera Coalición, volvió al servicio activo. El 23 de mayo de 1794, tomó el mando de la armada en Córcega, y supervisó la toma de Calvi (la acción en la cual Horacio Nelson perdió un ojo). Col. John Moore fue durante esta época general adjunto. Fue promovido a teniente general por esta acción, y el 24 de octubre de 1794, fue nombrado coronel del regimiento 68 de infantería. No obstante, su orgullo y temperamento violento provocó riñas con Lord Hood, cuando comandaba la flota del mediterráneo, and the civilian viceroy of Corsica, Sir Gilbert Elliot, Bt. Su parcialidad por Pasquale Paoli contra Elliot y otros conflictos le llevaron a su renuncia en febrero de 1795. El 25 de marzo de 1795, dejó la coronelía de la 68 por el regimiento 26 de infantería, la cual mantuvo por el resto de su vida.
Tomó el mando de una fuerza enviada a Portugal en enero de 1797 para Lisboa, y tuvo bastante éxito inculcando disciplina y espíritu entre las fuerzas, que estaba formada parcialmente de extranjeros.
En 1798, fue enviado para atacar Menorca con 3.000 hombres,un nombramiento calurosamente aprobada por John Jervis, que elogió a Stuart como un general excelente y el líder inspirador de tropas. Aunque no estaba equipado con artillería de asedio, pudo camuflarlo y engañar a los españoles que se rindieron si pérdidas de vida, una hazaña por la cual fue nombrado compañero de la Orden del Baño. Desde el 15 de noviembre de 1798 hasta 1800, sirvió como gobernador británico de la isla. En marzo de 1799, respondió a un llamamiento del almirante Nelson (quien también pensaba de él que era un excelente líder), y le llevó el regimiento 30 de infantería y el regimiento 89 de infantería bajo el mando de Col. Blayney a Palermo, desde donde fueron despachados para asegurar Mesina de la invasión francesa.
Un general y administrador capaz, la disposición pendenciera de Stuart y la tendencia hacia la insubordinación arruinaron una prometedora carrera militar.